# Geh nicht nach El Kuwehd
Geh nicht nach El Kuwehd! ist ein Hörspiel von Günter Eich, das am 21. Juli 1950 vom Radio München unter der Regie von Wilm ten Haaf gesendet wurde. Dieses meistinszenierte Hörstück des Autors erschien 1953 in der Sammlung „Träume. Vier Spiele“.
Getrieben vom Unbewussten geht ein reicher Mann wider alle Vernunft zweimal in den Tod. Eine Parabel kommt orientalisch gewandet daher. Mit dieser redet der Autor dem Hörer ins Gewissen: Fünf Jahre nach dem Kriegsende zählt materieller Besitz wiederum zu den unter Umständen rasch vergänglichen Gütern. Und die Relation Herr/Knecht kann sich in den Zeitläuften unvermittelt ins Gegenteil verkehren.

## Inhalt
Abends auf dem Wege von Indien nach Damaskus begegnet die Kamel-Karawane des begüterten Kaufmanns Mohallab kurz vor dem Tagesziel El Kuwehd dem Bettler Jezid. Mohallab missachtet die Titel gebende Warnung des Bettlers und zieht weiter gen Karawanserei El Kuwehd. Fünfzig Bewaffnete schützen hundertzwanzig Kamele, schwer beladen mit Seide, Teppichen, Häuten und Gewürzen. Es sind nur noch fünf Tagesreisen bis Damaskus. Mohallab will dort seine geliebte Fatime zur Frau nehmen. Der Reisende muss immer an die Schöne – das ist die Schwester seines Kompagnons Hassan – denken. Das Bild der Geliebten verblasst. Mohallabs Diener Welid kommt zu Hilfe. Welid weist auf eine Verschleierte am Wege, die Fatime anscheinend gleicht. Die Verschleierte winkt ihm. Er folgt ihr ein Stück Weges.
Ermattet vom Ritt nach El Kuwehd orakelt Mohallab, er komme nie nach Damaskus. Welid möchte die Bedenken seines Herrn zerstreuen. Eine Magd erscheint in der Karawanserei. Mohallab möchte seine Herrin, die Verschleierte, aufsuchen. Der Kaufmann folgt der Dienerin gegen den Rat Welids durch die Nacht. Von Trug – so heißt die Verschleierte – betört, wirft Mohallab seinen Dolch weg. Fatal – Trug ist die Schwester des Räubers Omar und dessen Lockvogel zugleich. Der Bettler Jezid ist Omars Spion. Der Preis für Mohallabs Freiheit ist seine Karawane und zehntausend Piaster. Omar schickt Welid des Geldes wegen zu Hassan nach Damaskus
Omar reitet inzwischen mit seinem Gefangenen Mohallab nach Basra und verkauft ihn an Saad, den Fürst der Parsen. Mohallab flieht und wird eingefangen. Der Fürst verzeiht. Der Sklave darf die anderen Sklaven weiterhin beaufsichtigen. Schirin – das ist Saads Weib – verliebt sich in Mohallab. Er überredet die Fürstin zur Flucht und hintergeht sie: Welid reitet auf Schirins Pferd an der Seite seines ehemaligen Herrn davon. Welid eröffnet Mohallab während des Ritts, er werde an seiner Stelle Fatime ehelichen. Der flüchtige Sklave wird wiederum eingefangen und erhält die Todesstrafe. Während der Exekution erwacht der Delinquent aus dem Traum und findet sich in der Karawanserei neben Welid wieder.
Darauf wiederholt sich fast alles. Günter Eich gibt nur den Anfang wieder: Die Magd erscheint ein zweites Mal. Sie soll Mohallab zu jener Dirne führen, die ihm winkte. Mohallab, der Welid erneut beteuert hatte, er werde nie nach Damaskus kommen, folgt der Magd wiederum gegen den Rat seines Dieners.

## Zitat
- „Es ist ein Zeichen von Klugheit, wenig zu sprechen.“[4]

## Form
Die ziemlich lange Passage, beginnend, als Mohallab der Magd aus der sicheren Karawanserei zu Trug folgt bis zu seinem ersten Tode (Sturz von der Klippe des Schweigens) wird als lückenlose Traumsequenz zu Gehör gebracht. An verschiedenen Stellen der Sequenz fragt der aufmerksame Hörer: Fällt die Handlung hier aus dem Rahmen der Realität? Genauer: Manches kommt dem Hörer traumhaft vor – zum Beispiel, als Welid, der doch von Omar nach Damaskus geschickt wurde, auf dem Sklavenmarkt in Basra um Mohallab feilscht. Oder auch, als Mohallab mit Welid aus Basra flieht.
Jens erwähnt die Ringkomposition: Das Ende verweist auf den Anfang.
Günter Eich flicht Verse Hariris ein.

## Produktionen
- 21. Juli 1950: Radio München. Es sprachen Hans Cossy den Mohallab, Wilfried Seyferth den Welid, Carl Simon den Jezid, Ingeborg Hoffmann die Magd, Paul Hoffmann den Omar, Hilde Sessak die Trug, Harald Mannl den Saad und Gisela Uhlen die Schirin.[9]
- 7. Juni 1950, Radio Saarbrücken
- 29. September 1950: hr, Regie: Fränze Roloff: Wiederholung am 22. November 1950[10]
- 14. August 1954: SWF, Regie: Karl Peter Biltz
- 6. Mai 1956: SDR, Regie: Walter Knaus
- 19. September 1956: RIAS Berlin, Regie: Egon Monk
- 7. Februar 1957: NDR, Regie Gustav Burmester
- 8. September 1959: BR, Regie: Otto Kurth
- 12. Januar 1961: SRG Zürich, Regie: Oskar Wälterlin
- 21. März 1961: ORF Wien, Regie: Werner Riemerschmied
- 8. Februar 1978: hr, NDR, WDR, Regie: Walter Adler[11]

Mediale Adaption
- Stück im Marionettentheater Kleines Spiel seit 2002 im Repertoire.

## Rezeption
- Schwitzke[12] gibt den Inhalt an.
- Aus dem Traum erwachend, nähme Mohallab – auf seinen Gott vertrauend – sein Fatum an.[13]
- Alber[14] vergleicht das Hörstück mit „Ein Traum am Edsin-gol“ und geht auf die Vermischung von Traum und Wirklichkeit ein. Außerdem wird kurz die Rolle des göttlichen Willens betrachtet (Fatum: „Allah schützt, wen er will.“[15]).
- Der Traum führe Mohallab „sein ganzes Leben vor Augen“.[16]
- Miesen geht auf die merkwürdige Invertierung des Paares Vertrautheit/Fremdheit ein.[17]

### Erstausgabe
- Günter Eich: Träume. Vier Spiele (Geh nicht nach El Kuwehd! Der Tiger Jussuf. Sabeth. Träume). Bibliothek Suhrkamp, Frankfurt am Main 1953, 186 Seiten

### Andere Ausgaben
- Günter Eich: Fünfzehn Hörspiele. (Geh nicht nach El Kuwehd! Träume. Sabeth. Die Andere und ich. Blick auf Venedig. Der Tiger Jussuf. Meine sieben jungen Freunde. Die Mädchen aus Viterbo. Das Jahr Lazertis. Zinngeschrei. Die Stunde des Huflattichs. Die Brandung vor Setúbal. Allah hat hundert Namen. Festianus, Märtyrer. Man bittet zu läuten) Suhrkamp, Frankfurt am Main 1966 (Reihe: Die Bücher der Neunzehn, Bd. 136), 598 Seiten

### Verwendete Ausgabe
- Günter Eich: Geh nicht nach El Kuwehd! oder Der zweifache Tod des Kaufmanns Mohallab (1950). S. 303–348 in: Karl Karst (Hrsg.): Günter Eich. Die Hörspiele I. in: Gesammelte Werke in vier Bänden. Revidierte Ausgabe. Band II. Suhrkamp, Frankfurt am Main 1991, ohne ISBN

### Sekundärliteratur
- Heinz Schwitzke (Hrsg.): Reclams Hörspielführer. Unter Mitarbeit von Franz Hiesel, Werner Klippert, Jürgen Tomm. Reclam, Stuttgart 1969, ohne ISBN, 671 Seiten
- Heinz Piontek: Anruf und Verzauberung. Das Hörspielwerk Günter Eichs. (1955) S. 112–122 in Susanne Müller-Hanpft (Hrsg.): Über Günter Eich. Suhrkamp, Frankfurt am Main 1970 (edition suhrkamp 402), 158 Seiten, ohne ISBN
- Walter Jens: Nachwort zu Günter Eichs »Die Mädchen aus Viterbo«. (1958) S. 123–128 in Susanne Müller-Hanpft (Hrsg.): Über Günter Eich. Suhrkamp, Frankfurt am Main 1970 (edition suhrkamp 402), 158 Seiten, ohne ISBN
- Sabine Alber: Der Ort im freien Fall. Günter Eichs Maulwürfe im Kontext des Gesamtwerkes. Diss. Technische Universität Berlin 1992. Verlag Peter Lang, Frankfurt am Main 1992 (Europäische Hochschulschriften. Reihe I, Deutsche Sprache und Literatur, Bd. 1329), ISBN 3-631-45070-2
- Wilfried Barner (Hrsg.): Geschichte der deutschen Literatur. Band 12: Geschichte der deutschen Literatur von 1945 bis zur Gegenwart. C. H. Beck, München 1994,
ISBN 3-406-38660-1
- Hans-Ulrich Wagner: Günter Eich und der Rundfunk. Essay und Dokumentation. Verlag für Berlin-Brandenburg, Potsdam 1999, ISBN 3-932981-46-4 (Veröffentlichungen des Deutschen Rundfunkarchivs; Bd. 27)
- Conrad Miesen: Flammen aus der Asche. Essays zum Werk von Günter Eich. Wiesenburg Verlag, Schweinfurt 2003, ISBN 3-932497-83-X